# Maria Filotti
Maria Filotti (n. 9 octombrie 1883, Batogu, România – d. 5 noiembrie 1956, București, România) a fost o actriță și directoare de teatru din România, de origine grecească. Jocul său a îmbinat forța temperamentală cu aprofundarea psihologică a rolului.

## Viața

### Viață timpurie
Maria Filotti s-a născut în comuna Batogu, de lângă Brăila, "un sat așezat în șes, cam între gările Ianca și Dedulești, în apropierea râului Călmățui, care era tare poznaș: când era uscat ca-n palmă, când se revărsa înecând recolta", într-una dintre cele mai vechi familii din ținutul Brăilei. Străbunicul meu avea faimă, i se zicea Nestor „Plangiul” fiindcă a făcut planul orașului Brăila. [...] Probabil că întemeietorul familiei este logofătul Nestor Filotti proprietar de răzeșii întinse, având conacul în comuna Filiumi de unde se pare că derivă și numele de Filotti”. Referindu-se la copilăria petrecută la Batogu, actrița îi mai mărturisea lui Ioan Massoff următoarele
„Am petrecut primii ani alergând prin cîmpiile smălţuite şi holdele aurii. Astfel am căpătat dragostea pentru natură şi ţarină. Am fost iubită şi răsfăţată, un copil vesel şi zburdalnic.”—Maria Filotti, interviu
Era în clasele primare, la Brăila, când a văzut prima piesă de teatru. Pe vremea aceea nu exista la Brăila un liceu de stat pentru fete, așa că, după absolvirea cursului primar, în anul 1895, a fost înscrisă ca internă la o instituție particulară, "Școala secundară de fete", condusă de o asociație de profesori și care purta numele întemeietorilor ei, un grec și un italian: Penetis și Zurmali. Examenul de bacalaureat l-a susținut la Liceul I.C. Massim, secția clasică, încheind cu o "dizertație" cu tema "Opera politică și literară a lui Dumitrie Cantemir".:p. 304 Președintele comisiei de examinare era profesorul universitar Ștefan Sihleanu, director al Teatrului Național București în acea perioada. Sihleanu este cel care descoperă calitățile artistice înnăscute ale Mariei Filotti.

### Studii universitare
După terminarea studiilor liceale s-a înscris la Universitatea din București la secțiile Litere, Filosofie și Drept, dar Ștefan Sihleanu a determinat-o să încerce și la Conservatorul de Muzica și Arta Dramatică. La Conservator a fost eleva maestrei Aristizza Romanescu, care îi va spune ce bucurii îi poate dărui scena și care-l va convinge pe tatăl viitoarei artiste, cu ocazia unui turneu a teatrului din Craiova în drum spre Teatrul Național din Iași, să nu se împotrivească ca Maria să facă teatru. Din clipa aceea teatrul a prins-o în mrejele ei, după mărturiile artistei. În anul 1905 a făcut un alt turneu, cu Petre Sturdza (jucând în piesa lui Giacosa, „Ca frunzele”) și apoi cu Petre Liciu. Renunță la Facultatea de Drept. În anul 1906 dă examenul de absolvire a Conservatorului cu Fedra. În primăvara aceluiași an, Maria acceptă, la îndemnul profesoarei sale, propunerea pe care i-o făcuse scriitorul Haralamb Lecca, ce fusese numit director la Teatrul Național din Iași, și semnează un contract pentru o stagiune la acel teatru începând de la 1 septembrie 1906. Din această cauză, se va mută și cu ultimul an de studii la Facultatea de litere din Iași. Pentru examenul de absolvire a pregătit și cu maestrul Nottara piesa Frații - în care dădea replica unor colegi ce-și treceau examenul - și piesa Fântâna Blanduziei, care se juca pentru producția de absolvire a promoției 1906, de elevii din ultimii ani de la clasele celor doi profesori, împreună. Examenul l-a dat pe scena Teatrului Național București, unde pășea pentru prima dată. Alexandru Davila, ca director al Teatrului Național, era și președintele comisiei. El o remarcă pe Maria și vrea să-i ofere un contract, dar Haralamb Lecca nu este de acord să rezilieze contractul spre binele ei, pentru a căpăta siguranță și încredere.
La Iași, în primul an de carieră, înaintea premierei de debut În lumea mare de Dumas-fiul, a jucat pe Nerra din Fântâna Blanduziei, într-un spectacol festiv, organizat cu prilejul dezvelirii bustului lui Alecsandri, în fața Teatrului Național. În cele câteva luni ale stagiunii, din octombrie 1906 până în februarie 1907 a jucat următoarele roluri: Berta din Victimele legii, Germaine din Banii a lui Octave Mirbeau, Clara Torini din Jucătorii de cărți, de H. Lecca, Thomry din Martira, de Jean Richepin, Heriette din Două orfeline, Vijelia, de Bernstein, și Nelly Rosier din Stafia bărbatului.
În aprilie 1907, în cursul turneului cu Agatha Bârsescu a fost chemată la București pentru semnarea contractului cu Teatrul Național. A debutat pe scena Teatrului Național din București în seara de 29 septembrie 1907, la deschiderea stagiunii, cu rolul Vidrei din „Răzvan și Vidra” de Hasdeu. Între 1909 și 1910 pleacă cu bursă la Viena pentru specializare.
Între 1939-1948 a fost directoare a Teatrului Național din București.
A jucat în 167 de piese dintre care în 45 a deținut roluri principale. A jucat alături de marii înaintași ca, Constantin I. Nottara, Aristizza Romanescu, Agatha Bârsescu, Petre Liciu, Marioara Voiculescu, Lucia Sturdza-Bulandra. A avut parteneri admirabili Aristide Demetriade, Nicolae Soreanu, Tony Bulandra. Rolurile au fost multe și variate, pe registre multiple, de la ingenue până la femei fatale, regine, personaje clasice, personaje de legendă, cochete și, „din când în când ... câte un om adevărat”. 
 Timp de trei decenii a fost profesoară la Conservatorul de Artă Dramatică București. 
 Din 1930 a fost aleasă președinta Sindicatului Artiștilor Dramatici și Lirici, a fost membră, ca reprezentantă a României, în Comitetul Internațional al Societății Universale de Teatru și societară de onoare a Teatrului Național București.
Teatrul din Brăila poartă numele Maria Filotti din 1969.
Maria Filotti este mama scriitorului și producătorului Ion Filotti Cantacuzino și bunica actorului Șerban Cantacuzino.

## Distincții
- titlul de Artist Emerit al Republicii Populare Române (23 ianuarie 1953) „pentru merite deosebite, pentru realizări valoroase în artă și pentru activitate merituoasă”[11]
- Ordinul Muncii clasa I (9 iunie 1954) „cu ocazia împlinirii a 70 de ani de viață și 50 de ani de activitate artistică și pentru merite deosebite în această activitate”[12]
- titlul de Artist al poporului din Republica Populară Romînă (3 noiembrie 1956) „pentru merite deosebite în activitatea artistică”[13]

## Roluri în teatru
- Gioconda din "Gioconda" de Gabriele D'Annunzio (stagiunea 1904 -1905)[14]
- Silvia din "Suprema forță" de Haralamb Lecca ( 1904 - 1905, turneu)
- Nenela din "Ca frunzele" de Giuseppe Giacosa (1905 - 1906, turneu)
- Enriqueta din "Sângele spală" de José Echegaray (1905 -1906, turneu)
- Catherine de Septmonts din "În lumea mare" de Alexandru Dumas fiul (1906 - 1907, Iași)
- Berta din "Victimele legii" de Landray (1906 - 1907, Iași)
- Clara Tardini din "Jucătorii de cărți" Hatalamb Lecca (1906-1907, Iași)
- Henriette din "Cele două orfeline" de A. d'Ennery și Cormon (1906-1907, Iași)
- Germaine Lechat din "Banii (Les affaires sont les affaires)" (1906-1907, Iași)
- Nelly Rozier din "Stafia bărbatului" de M. Hennequin și Bilhaud (1906-1907, Iași)
- Thomry din "Martira" din Jean Richepin (1906-1907, Iași)
- Elena de Bréchebel din "Vijelia (La rafale)" de Henri Bernstein (1906-1907, Iași))
- Elissa din "Rahab" de Rudolf von Gottschall (1906-1907, Iași))
- Lady Milford din "Intrigă și iubire" de Friedrich Schiller (1906-1907, turneu)
- Maria din "Magda (Heimat)" de H. Sudermann (1906-1907, turneu)
- Toinetta din "Eva" de Richard Voss (1906-1907, turneu)
- Neera din "Fântâna Blanduziei" de Vasile Alecsandri (1907 - 1908, București)
- Vidra din "Răzvan și Vidra" de Hașdeu (1907-1908)
- Eglea din "Dragoste cu toane" de J. W. Goethe (1907-1908)
- Corina din "Ovidiu" de Alecsandri (1907 - 1908)
- Zoe din "O scrisoare pierdută" de Caragiale (1922 - 1923)
- Contesa Almaviva din "Nunta lui Figaro" de Beaumarchais (1922 - 1923)
- Hedda Gabler din "Hedda Gabler" de Henrik Ibsen
- regina Elisabeta din "Maria Stuart" de Schiller (1923 - 1924, Comp. Bulandra)
- Irina din "Pescărușul" de Cehov (1923 - 1924)
- Zoe din "Gaițele" de Alexandru Kirițescu (1949 -1950, Teatrul Național)
- Melania din "Egor Bullciov și alții" de Maxim Gorki (1950 -1951)
- Adela din "Citadela sfărâmată" de Horia Lovinescu (1954 - 1955)

## Filmografie
- Independența României (1912) - o țărancă
- Pe valurile fericirii  (1920) - film neterminat
- Visul unei nopți de iarnă (1946) - Natalia Panait
- Amintirea unei artiste (documentar)

## Colecția Memorială „Maria Filotti”

Casa din București, aflată pe str. Vasile Pârvan nr.12, în care este expusă Colecția Memorială „Maria Filotti”. Jos, placa memorială montată pe casă lângă intrarea în curte.

La dorința artistei, locuința sa din București, aflată pe str. Vasile Pârvan nr.12, Sector 1, a fost transformată in muzeu și deschisă publicului în 1965, încercând să păstreze intactă atmosfera din timpul vieții artistei. Colecția Memorială Maria Filotti prezintă tablouri, fotografii, documente și obiecte personale din viața și cariera artistei. Sunt înfățișate momente și mari creații actoricești ale Mariei Filotti, de la debutul său la Iași până spre trecerea ei în neființă. O suită de documente se referă la teatrul inițiat de actriță.

### Articole biografice
- Vă mai amintiți de... Maria Filotti, 9 septembrie 2009, Eliza Zdru, Adevărul
- Maria Filotti și învățăturile primite de la maestrul Nottara, 24 noiembrie 2013, Corina Vladov, Ziarul Metropolis

  Materiale media legate de Maria Filotti la Wikimedia Commons